# Navire collecteur

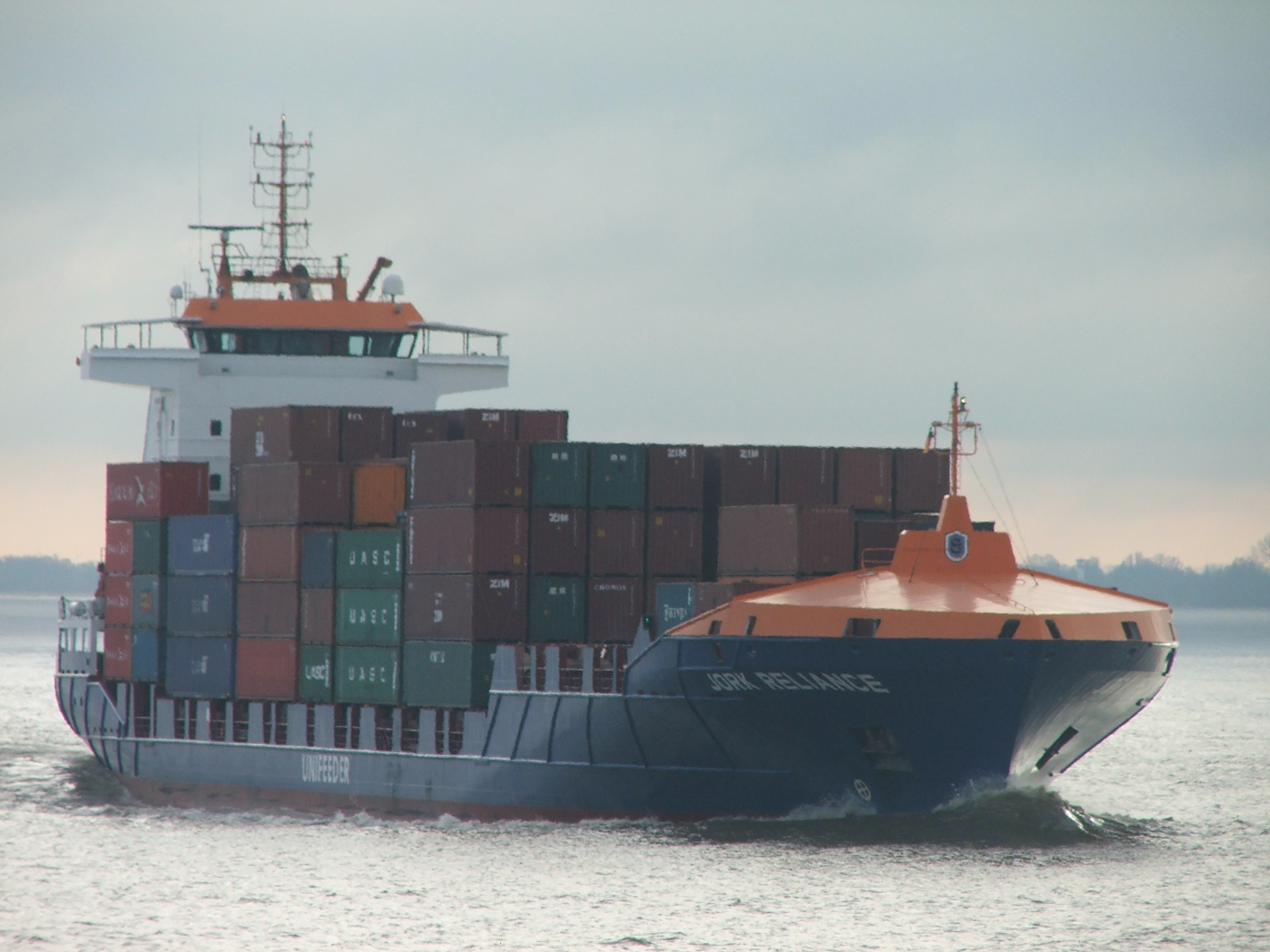
Navire collecteur sur l'Elbe

Un navire collecteur (ou feeder ship en anglais), est un navire de petit tonnage. Il a pour but la répartition, sur différents ports, d’une cargaison apportée dans un port principal par un gros navire faisant peu d’escales et, inversement, la collecte de marchandises vers le port principal.
Au fil des ans, des lignes régulières de navires collecteurs ont été mises en place par les armateurs comme solution au gigantisme des navires ne pouvant délivrer tous les ports. Les navires collecteurs sont essentiels aux plates-formes multimodales et sont souvent gérés par des sociétés spécialisées dans le transport côtier (le cabotage) et le transport fluvial. 